# Temple des trois pagodes
Le temple des trois pagodes, souvent simplifié par les trois pagodes, (chinois simplifié : 崇圣寺三塔 ; pinyin : chóngshèng sì sān tǎ ; litt. « Trois tour du temple Chongsheng ») sont trois pagodes situées dans le temple bouddhiste Chongsheng, dans la ville-préfecture de Dali, au Nord de la province de Yunnan en république populaire de Chine.

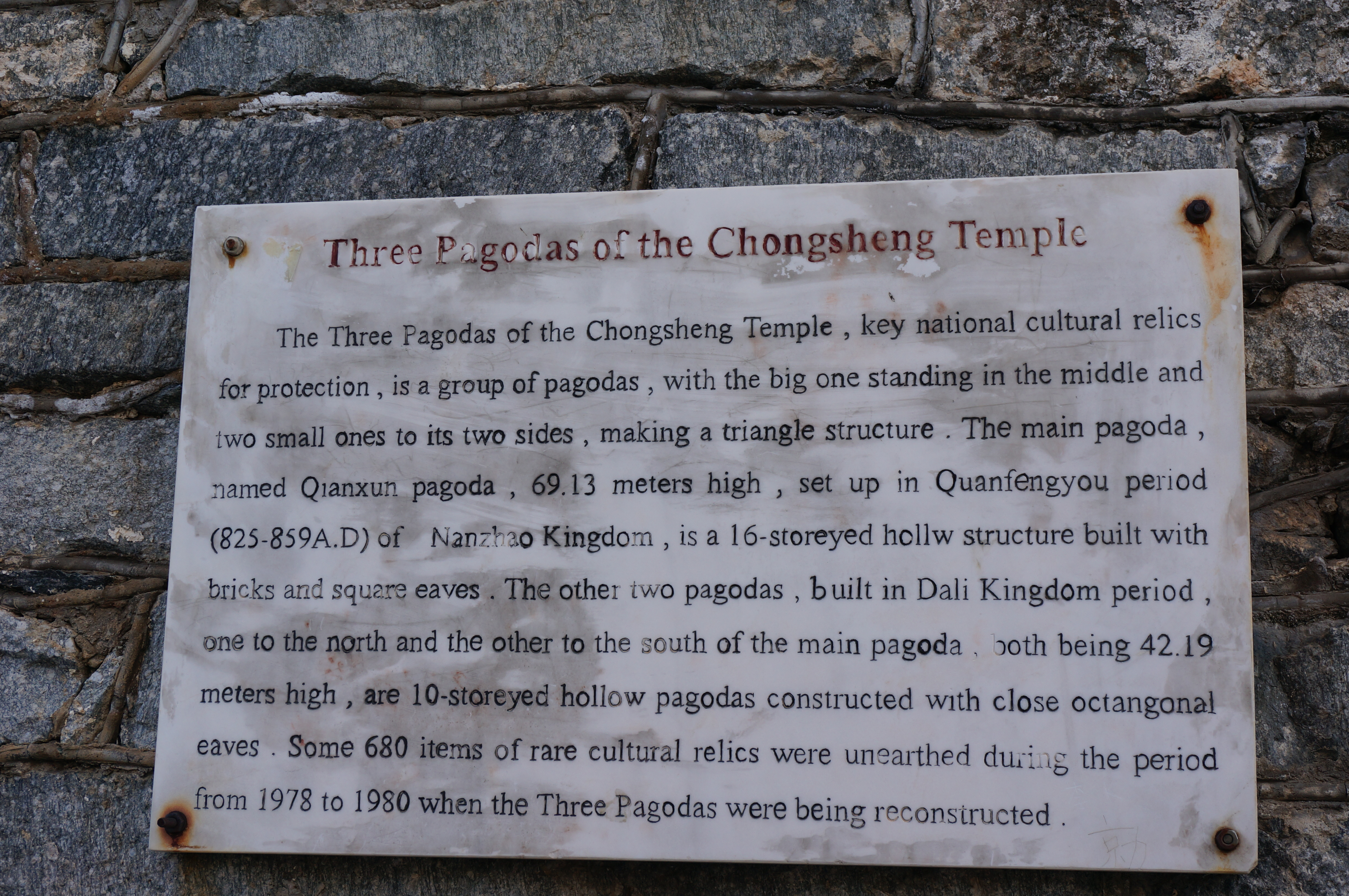
Panneau descriptif en anglais

La pagode principale, la pagode Qianxun (Chinois : 千寻塔; pinyin: Qiānxún Tǎ), a été construite entre 825 et 859 ; elle est haute de 16 étages et 69,13 mètres.
Les deux autres pagodes, une au nord de la pagode principale et l'autre au sud de la pagode principales, ont été construites après et toutes deux sont hautes de 10 étages et 42,19 mètres.
Cette architecture de pagode en forme de tour à étages est assez rare.

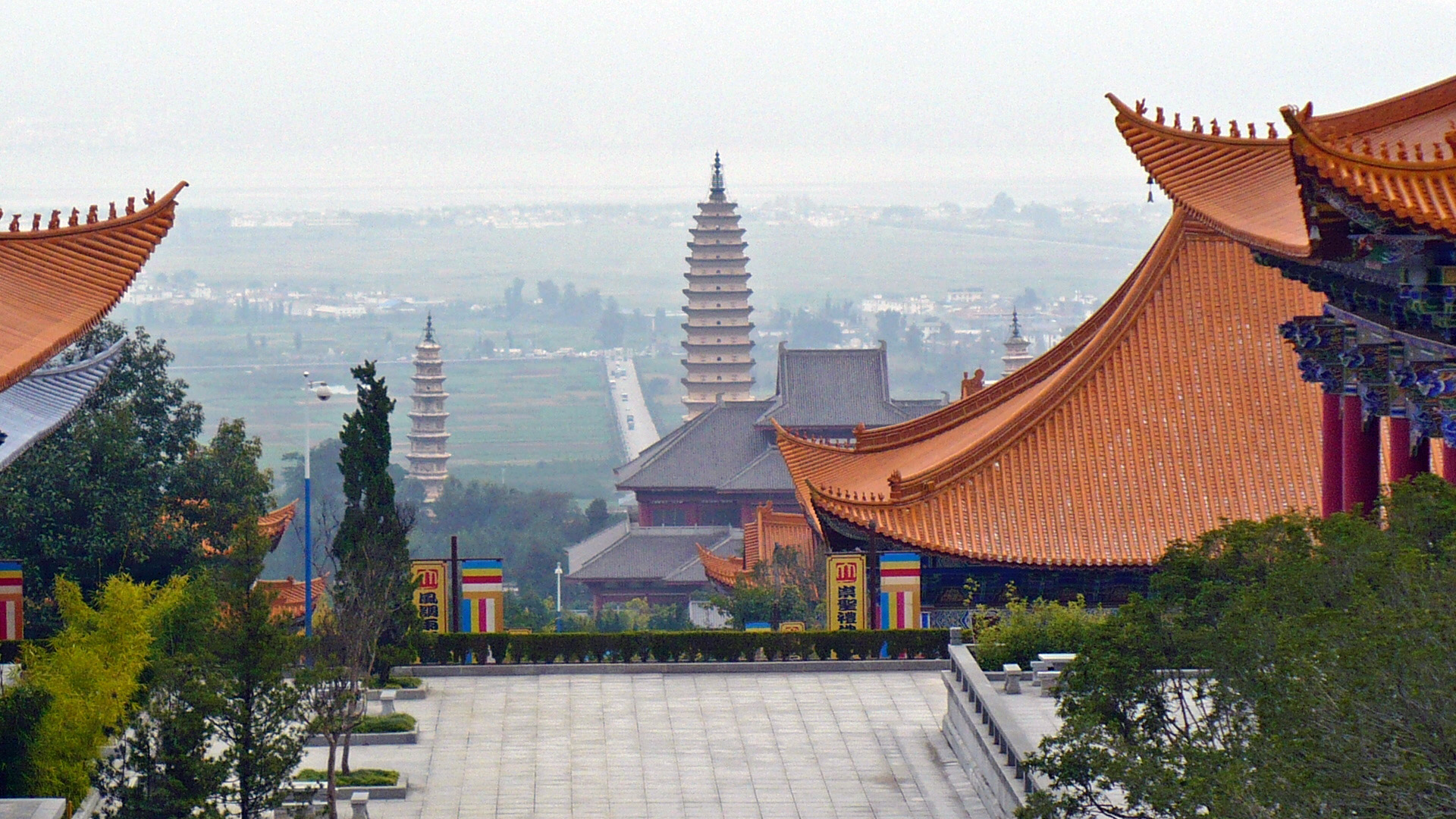
Vue depuis une des terrasses du Temple Chongsheng avec les trois pagodes en contrebas

Selon la légende, elles auraient été construites dans les temps anciens pour repousser les dragons qui peuplaient alors les marécages encerclant le lac.

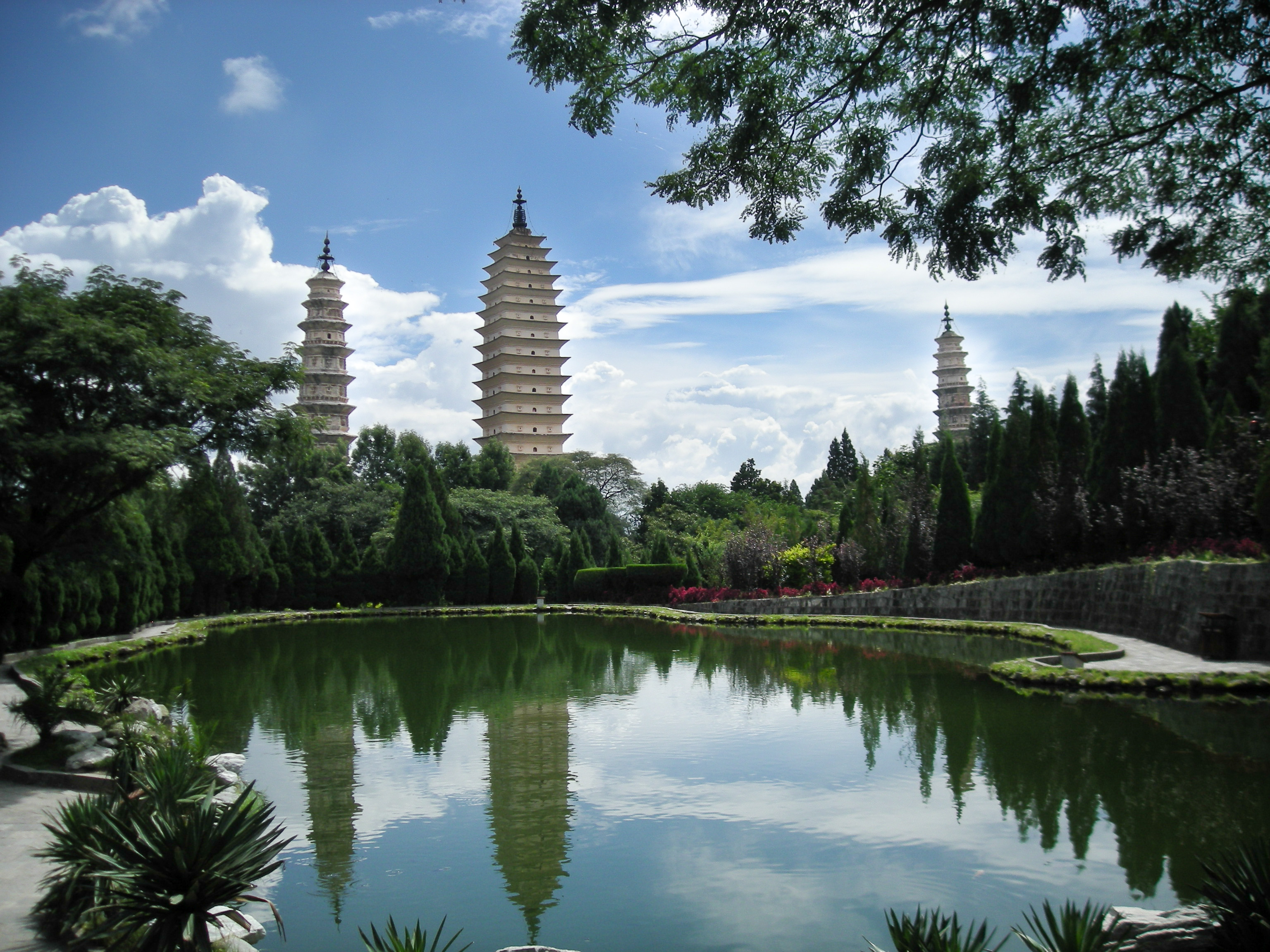
Les trois pagodes se reflétant dans un étang